# Friedrich Ludwig Æmilius Kunzen

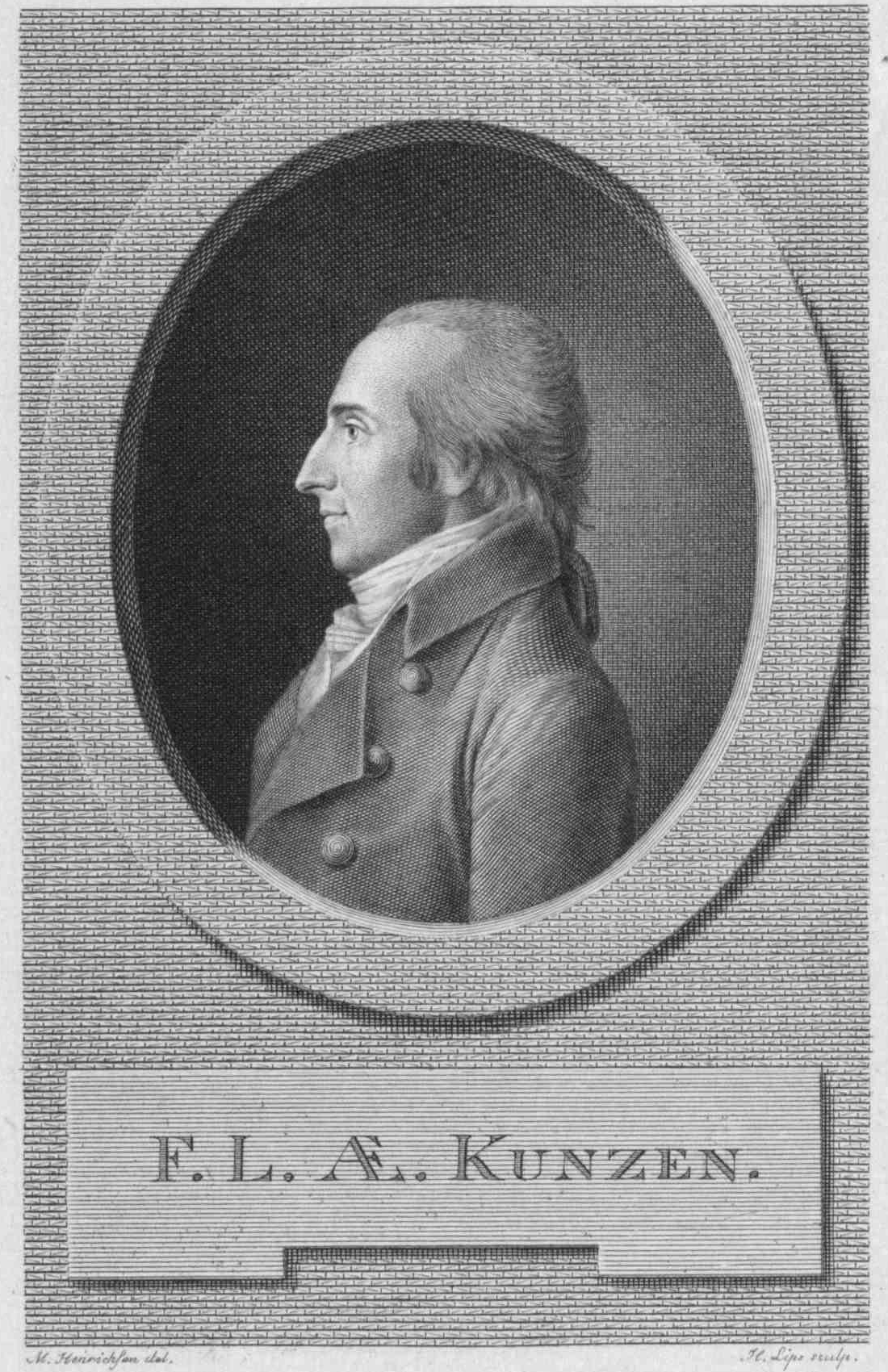
Friedrich Kunzen

Friedrich Ludwig Æmilius Kunzen (24 de setembro de 1761 - 28 de janeiro de 1817) foi um compositor e maestro nascido na Alemanha, que trabalhou durante uma grande parte da sua vida na Dinamarca. Nasceu em Lübeck, onde seu pai, Adolph Carl Kunzen  era organista. Seu avô, Johan Paul Kunzen, fora também organista. 

## Obras
- Geistliche Lieder (1784)
- Hermann u. die Fürsten (texto de Klopstock 1785)
- Sørgekantate over grev O. Thott (1785)
- Viser og lyriske Sange (1786)
- Divertimento i A-dur (klaver1788)
- Scherzando i G-dur (klaver 1789)
- Zerstreute Compositionen für Gesang u. Clavier (1789)
- Holger danske (ópera 1789)
- Der dreifache Liebhaber (ca. 1790)
- Die böse Frau (ca. 1790)
- Sonata in C#-mol (piano 1791)
- Fest der Winzer (1792)
- Larghetto i G-dur (piano 1794)
- Festen i Valhal (1796)
- Hemmeligheden (1796)
- Vinhøsten (1796)
- Opstandelsen (oratorium 1796)
- Skabningens Halleluja (hino 1797)
- Dragedukken (1797)
- Jokeyen (1797)
- Erik Ejegod (1798)
- Musikalsk tidsfordriv for det smukke køn (piano 1798)
- Musikalsk nytårsgave til det smukke køn (piano 1799)
- Naturens røst (1799)
- Naturens Røst (syngestykke 1799)
- Min Bedstemoder (syngestykke 1800)
- Jubelhymne (kantate 1801)
- Hjemkomsten (syngestykke 1802)
- Erobreren og Fredsfyrsten (kantate 1802),
- Eropolis (803)
- Den logerende (1804)
- Danneqvinderne (1805)
- Hussiterne (1806)
- Ossians Harfe (ópera 1806)
- Gyrithe (1807)
- Kapertoget (1808)
- Skottekrigen eller Bondebrylluppet i Guldbrandsdalen (1810)
- Kjærlighed paa Landet (1810)
- Maria af Foix (1811)
- Stærkodder (1812)
- Husarerne paa Frieri (1813)
- Korsridderne (1815)
- Salomons Dom (opført 1817)

- Andante i Bb-dur  (piano)
- Fiskerne (skuespil Ewald)
- Menuet og to trioer i C-dur (piano)
- Menuet og trio i A-dur (piano)
- Poco Adagio i F-dur (piano)
- Scherzando i G-dur (piano)
- Scherzando i C-dur fra Dragedukken (piano)
- Scherzando i Bb-dur (piano)
- Stormen (baseada em "A tempestade", de Shakespeare)
- Sinfonias (duas)
- Variationer i Bb-dur fra "Hemmeligheden"
- Variationer i A-dur "Vinhøsten” (piano)
- Variationer i f-mol fra "Erik Ejegod" (piano)
- Vivace i F-dur (piano)
- Vivace i A-dur (piano)